# Wahlenbergia vernicosa
Wahlenbergia vernicosa är en klockväxtart som beskrevs av J.A.Petterson. Wahlenbergia vernicosa ingår i släktet Wahlenbergia och familjen klockväxter. Inga underarter finns listade i Catalogue of Life.